# Onalaska (Texas)
Onalaska è un comune (city) degli Stati Uniti d'America della contea di Polk nello Stato del Texas. La popolazione era di 1.764 abitanti al censimento del 2010. È situata su una penisola tra il canale principale e un braccio del lago Livingston.

## Geografia fisica
Onalaska è situata a 30°48′28″N 95°06′24″W (30.807783, -95.106575).
Secondo lo United States Census Bureau, la città ha una superficie totale di 11,19 km², dei quali 11,14 km² di territorio e 0,05 km² di acque interne (0,46% del totale).

## Società

### Evoluzione demografica
Secondo il censimento del 2010, la popolazione era di 1.764 abitanti.

### Etnie e minoranze straniere
Secondo il censimento del 2010, la composizione etnica della città era formata dal 90,93% di bianchi, il 5,05% di afroamericani, l'1,02% di nativi americani, lo 0,68% di asiatici, lo 0% di oceanici, lo 0,51% di altre razze, e l'1,81% di due o più etnie. Ispanici o latinos di qualunque razza erano il 3,46% della popolazione.